# 谷口智治
谷口 智治(たにぐち ともはる、1947年1月1日 - ）は、日本の事業家、全国経営者団体連合会の理事長。岐阜県高山市出身。
大阪商業大学卒業。
マックスファクターに入社し、その後1975年に社会人の自己啓発を目的とした株式会社にじゅういちを設立。
1983年に任意団体全国経営者団体連合会を野田一夫と設立、代表に就任。2012年にはセミナーのポータルサイトを運営するラーニングエッジ株式会社と"人脈大学"を共催し、海老沢勝二元NHK会長や茂木友三郎キッコーマン名誉会長などをゲスト講師として招聘した。
元東京世田谷ロータリークラブ会長、元社団法人関東ニュービジネス協議会特別理事、東京岐阜県人会理事、一般社団法人パフォーマンス教育協会理事、NPO法人日本作文協会理事長、一般社団法人日本個人情報管理協会理事、一般財団法人東京メトロポリタンオペラ財団顧問、一般社団法人アジア自由民主連帯協議会顧問、株式会社アライヴン特別顧問。

## 主著
- 『私とビッグ・マンたちとの出会い』 日本経営法務協会
- 『わが経営史気づきの瞬間(とき)』 全国経営者団体連合会
- 『一流が大切にしている人づきあいの流儀』 アチーブメント出版